# In Control
In Control é o segundo álbum da banda holandesa Nemesea lançado em 2007.

## Faixas
1. No More – 3:24
2. In Control – 3:01
3. Home – 2:43
4. The Way I Feel - feat. Cubworld – 4:00
5. Lost Inside – 3:23
6. Remember – 3:35
7. Believe – 4:23
8. Like the Air – 2:49
9. Broken – 3:41
10. Never – 2:58

## Créditos

### Membros da banda
- Manda Ophuis - Vocais
- Hendrik Jan de Jong (HJ) - Guitarra
- Martijn Pronk - Guitarra
- Sonny Onderwater - Baixo
- Steven Bouma - Bateria

### Participações especiais
- Cubworld - Vocais em The Way I Feel